# Bulbul becllarg de les Sula
El bulbul becllarg de les Sula (Hypsipetes longirostris; syn: Thapsinillas longirostris) és una espècie d'ocell de la família dels picnonòtids (Pycnonotidae). És endèmic de l'illa Sula, a Indonèsia. Els seus hàbitats principals són els boscos tropicals i subtropicals de frondoses humits de les terres baixes i de l'estatge montà, els jardins rurals i les àrees forestals fortament degradades. El seu estat de conservació es considera de risc mínim.